# SEAT Altea
El SEAT Altea és un monovolum del segment C llançat al març de 2004 pel fabricant d'automòbils SEAT. L'Altea va inaugurar una nova imatge de marca, el que els responsables de la marca van batejar com "La Nova SEAT". La seva imatge deriva dels prototips Emoción i Tango. La producció i vendes d'aquest model ronda les 65.000 unitats a l'any. L'Altea comparteix elements estructurals amb els altres models del segment C del Grup Volkswagen, com el SEAT León i el Volkswagen Touran.

## Mecànica
L'Altea és un tracció davantera amb motor davanter transversal, tots ells de quatre cilindres en línia. Els gasolina són un 1.4 litres de 95 CV de potència màxima, un 1.6 litres de 102 CV, un 1.8 litres amb turbocompressor i 160 CV, i un 2.0 litres amb turbocompressor en variants de 185 o 200 CV; i els Dièsel són un 1.9 litres de 105 CV de potència màxima i un 2.0 en versions de 140 o 170 CV, ambdós amb turbocompressors de geometria variable i injecció directa. Els gasolina de 200 CV i dièsel de 170 CV existeixen solament amb el nivell d'equipament FR o Freetrack.

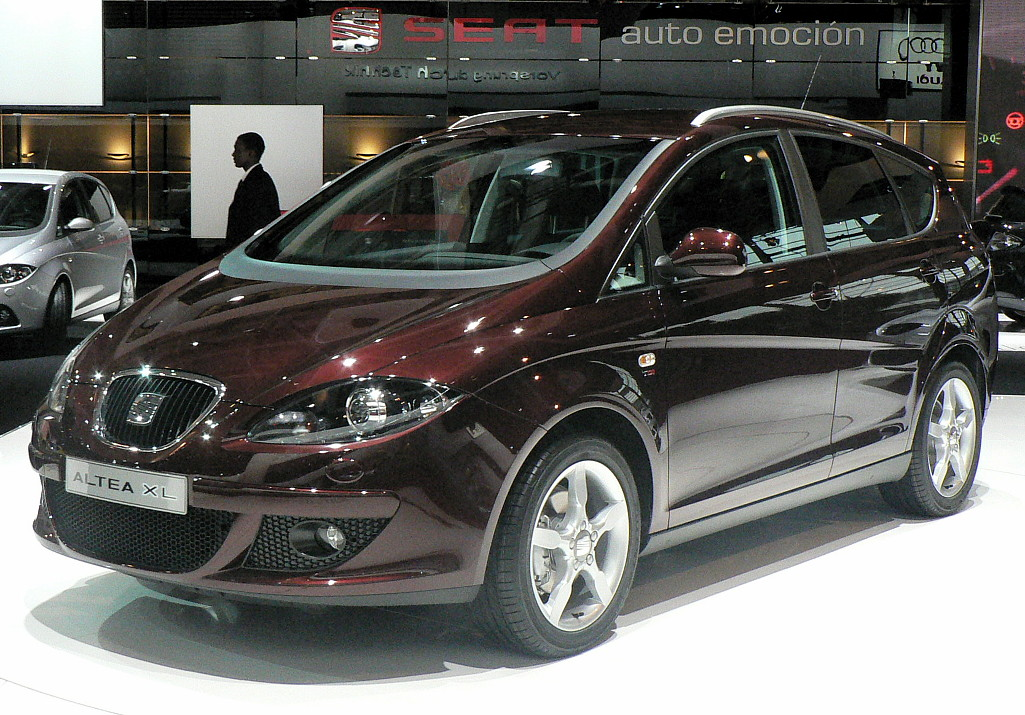
SEAT Altea XL

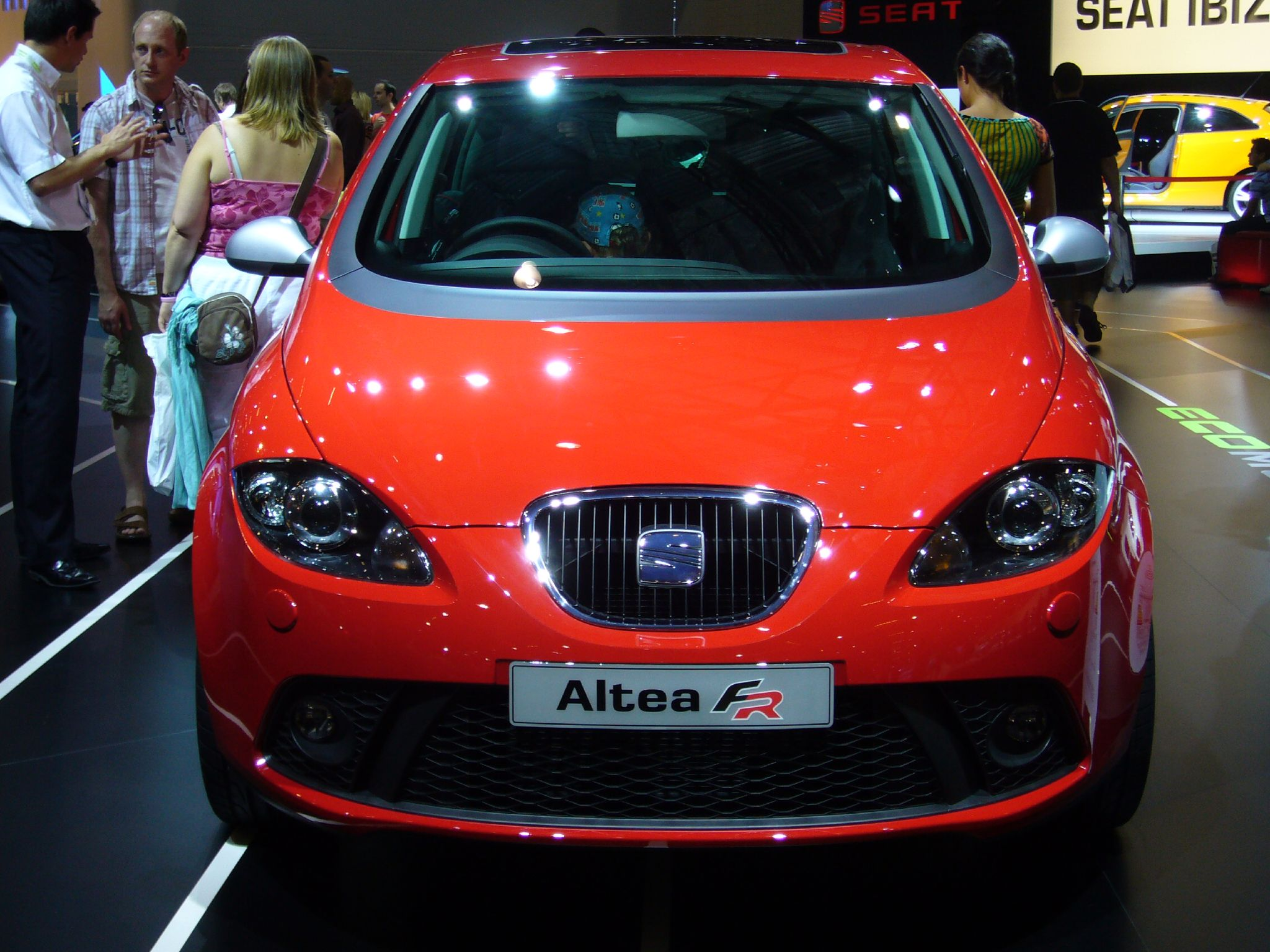
SEAT Altea FR

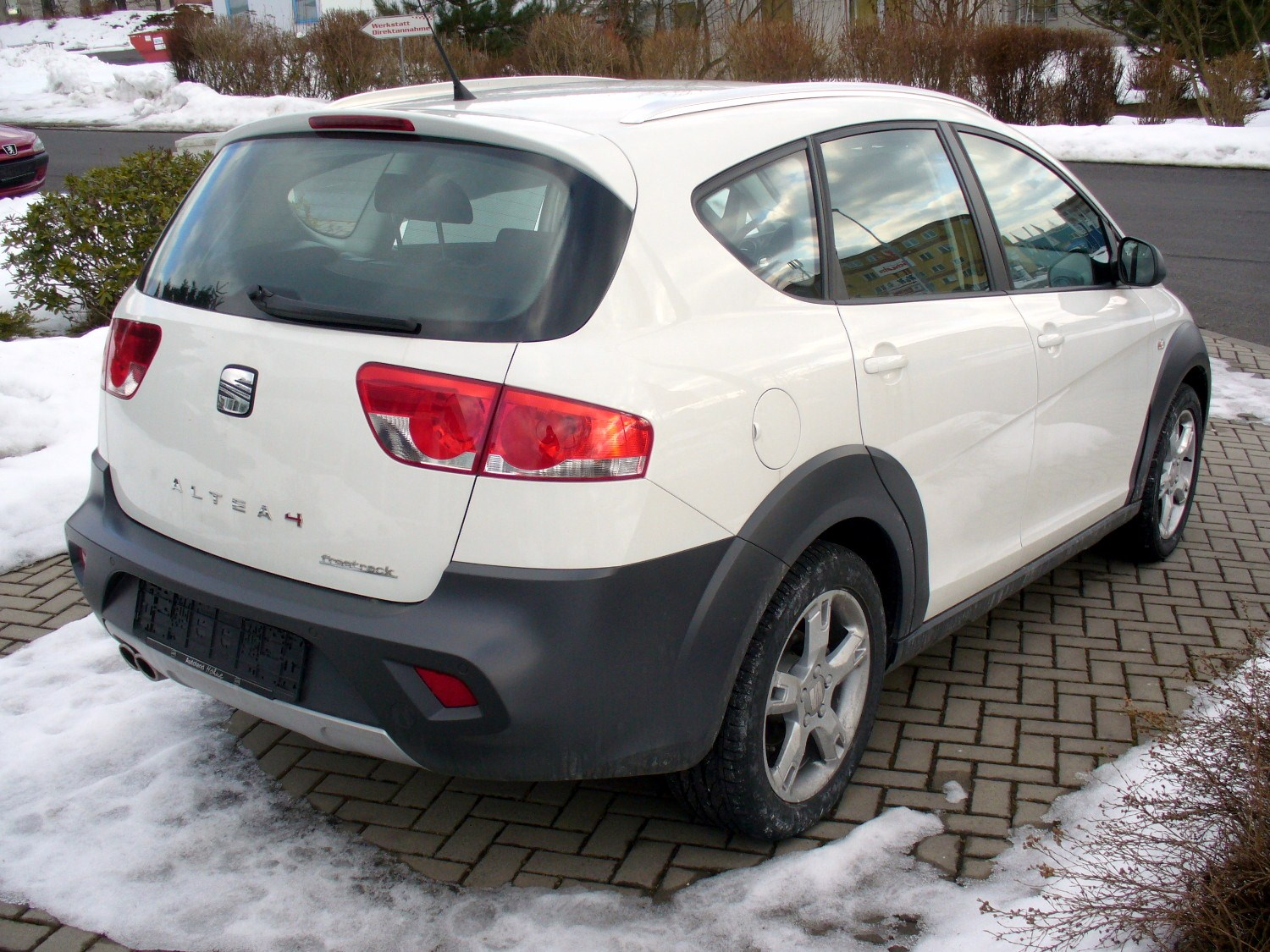
SEAT Altea Freetrack 4x4

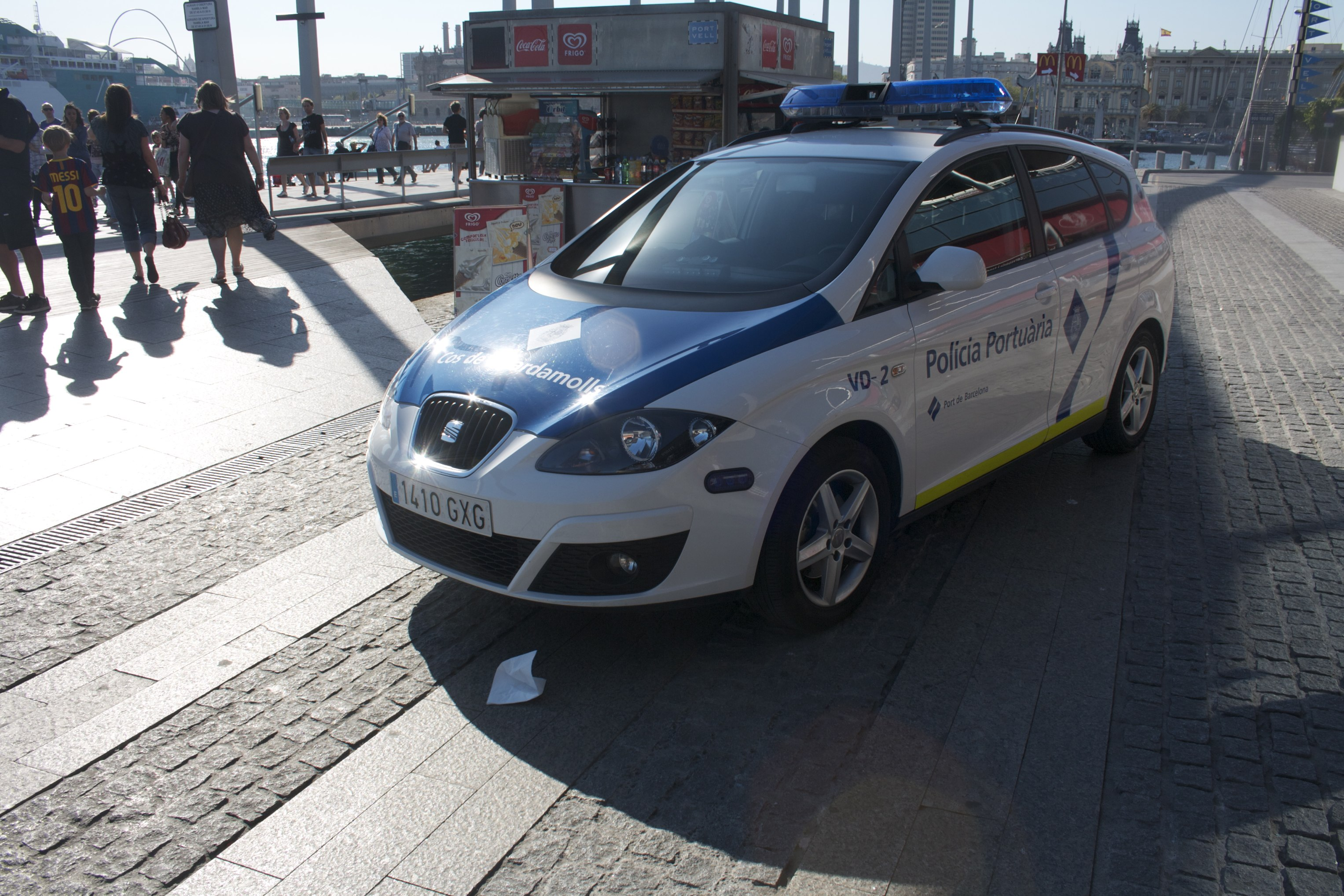
SEAT Altea de policia

## Variants
Hi ha dues variants de carrosseria, un més curt i arrodonit (Altea) i una altra la part posterior del qual és més llarga i vertical, semblant a un familiar (Altea XL). El SEAT Toledo és una altra variant, similar en longitud a l'Altea XL però amb un disseny menys tradicional.
Totes les variants són amb cinc places, quan l'habitual en els monovolums del segment C és que les variants llargues tinguin set places. L'Altea és més baix que altres monovolums del segment C, però més alt que els automòbils de turisme del segment C.
En el Saló de l'Automòbil de Ginebra de 2007 es va presentar l'Altea Freetrack, un prototip d'automòbil basat en l'Altea XL amb accessoris similars als d'un automòbil tot-terreny. La versió de producció va ser presentada oficialment en el Saló de l'Automòbil de Barcelona de 2007. Les diferències amb altres Altea XL són majorment estètiques, excepte una suspensió reforçada amb més altura des del sòl i, a diferència d'altres monovolums similars, tracció a les quatre rodes.